# Носова кровотеча
Носова кровотеча (епістаксис) — кровотеча з порожнини носа, яку, зазвичай, можна побачити при виділенні крові через ніздрі. Розрізняють два типи носових кровотеч: передній (найчастіший) та задній (менш частіший, але потребує більшої уваги з боку лікаря). Іноді, у важчих випадках, кров може підніматися по носослізному каналу та витікати назовні через очну ямку. Свіжа та зсіла кров може також стікати в шлунок, провокуючи нудоту та блювання. Носова кровотеча вкрай рідко закінчується смертю; так, в США за 1999 рік зафіксовано лише 4 смерті від епістаксису з 2400000 смертей. Можливо, найвідоміша смерть від носової кровотечі — смерть Аттіли, що захлинувся кров'ю уві сні після бурхливого застілля з приводу власного весілля.

## Етіологія
Причини носових кровотеч можна розділити на дві групи — локальних та системних факторів.

### Локальні чинники
Найпоширеніші чинники
- Травма носа
- Сторонні тіла (в тому числі «колупання в носі»)
- Запальні процеси (ГРВІ, хронічний синусит, алергічний риніт, тощо.)

Інші можливі причини
- Анатомічні деформації (наприклад, телеангіоектазії при хвороби Рендю — Ослера)
- Вдихання наркотиків (особливо кокаїну)
- Пухлини порожнини носа (назофарингеальна карцинома та ін.)
- Низька відносна вологість повітря, що вдихається (особливо в зимовий період)
- Застосування носового кисневого катетера (осушує слизову порожнини носа)
- Застосування назальних спреїв (особливо стероїдного)
- Баротравми
- Оперативне втручання (пластика носової перегородки і ін.)

### Системні чинники
Найпоширеніші чинники
- Алергія
- Артеріальна гіпертензія
- Простудні захворювання

Інші можливі причини
- Побічні ефекти лікарських препаратів (НПЗЗ)
- Вживання алкоголю (викликає розширення судин)
- Захворювання крові (анемії, гемобластози, істинна тромбоцитопенія та інші)
- Дефіцит вітаміну C або К
- Серцева недостатність
- Системні захворювання сполучної тканини
- Захворювання судин

## Патофізіологія
Носові кровотечі розвиваються при пошкодженні кровоносних судин, якими багата слизова порожнини носа. Пошкодження може бути раптовим чи обумовленим травмою. Носові кровотечі виникають у 60 % населення з найбільшою частотою у вікових групах до 10 років та старше 50 років, частіше у чоловіків, ніж у жінок. Кровотечі на тлі артеріальної гіпертензії більш тривалі. Терапія антикоагулянтами та захворювання крові можуть як викликати епістаксис, так і збільшувати його тривалість. У літньому віці носові кровотечі розвиваються частіше в зв'язку з більш сухий та тонкою слизової носової порожнини, віковою тенденцією до артеріальної гіпертензії, меншою здатністю судин до скорочення.
У 90-95 % пацієнтів джерелом епістаксис є передньо-нижній відділ носової перегородки (Кіссельбахово сплетіння), в 5-10 % спостережень — середній та задній відділи порожнини носа. Небезпечні «сигнальні» носові кровотечі, для яких характерна раптовість початку, короткочасність та велика крововтрата. Сигнальні кровотечі можуть бути обумовлені розривом великої кровоносної судини в порожнині носа, кістках лицевого черепа, розривом аневризми, що розпадається злоякісною пухлиною. Також кровотеча з носа може спостерігатися при легеневій кровотечі (червона, піниста кров), верхніх відділів шлунково-кишкового тракту (темна, зсіла).